# Altkonfessionelle Kirchen
Als Altkonfessionelle Kirchen werden im ökumenischen Kontext kirchliche Identitäten bezeichnet, die sich auf die altkirchlichen Bekenntnisse, reformatorische Bekenntnisse beziehungsweise eine Bindung an kirchliche Überlieferungen beziehen. Altkonfessionelle Kirchenbildungen geschehen in der Überzeugung und mit dem Anspruch, angesichts von lehrmäßigen oder strukturellen Veränderungen der Herkunftskirche deren wahrer Identität treu zu bleiben.

## Altkonfessionelle Kirchen, die sich nicht als Freikirchen verstehen
- Altkatholische Kirche / Christkatholische Kirche
- Selbständige Evangelisch-Lutherische Kirche (SELK)
- Evangelisch-Lutherische Kirche in Baden (ELKiB)

Weil sich die genannten altkonfessionellen Kirchen nicht als Freikirche verstehen, haben sie im Bundesvorstand in der Arbeitsgemeinschaft Christlicher Kirchen in Deutschland  einen eigenen Vertreter, zurzeit Bischof Hans-Jörg Voigt von der Selbständigen Evangelisch-Lutherischen Kirche.
Folgende altkonfessionelle Gemeinschaften, die zu den altorthodoxen Kirchen gehören, verstehen sich ebenfalls nicht als Freikirchen:
- Russisch-Altorthodoxe Kirche
- Russisch-Orthodoxe Altritualistische Kirche

## Altkonfessionelle Kirchen, die sich als Freikirchen verstehen
- Evangelisch-altreformierte Kirche in Niedersachsen (EAK)[1]
- Evangelisch-Lutherische Freikirche (ELFK)[2]
- Selbständige Evangelisch-Reformierte Kirche Heidelberg (SERK)[3]